# Mica (Mureș)
Mica (deutsch Nickelsdorf, ungarisch Mikefalva oder Középfalu) ist eine Gemeinde im Kreis Mureș in der Region Siebenbürgen in Rumänien.

## Geographische Lage

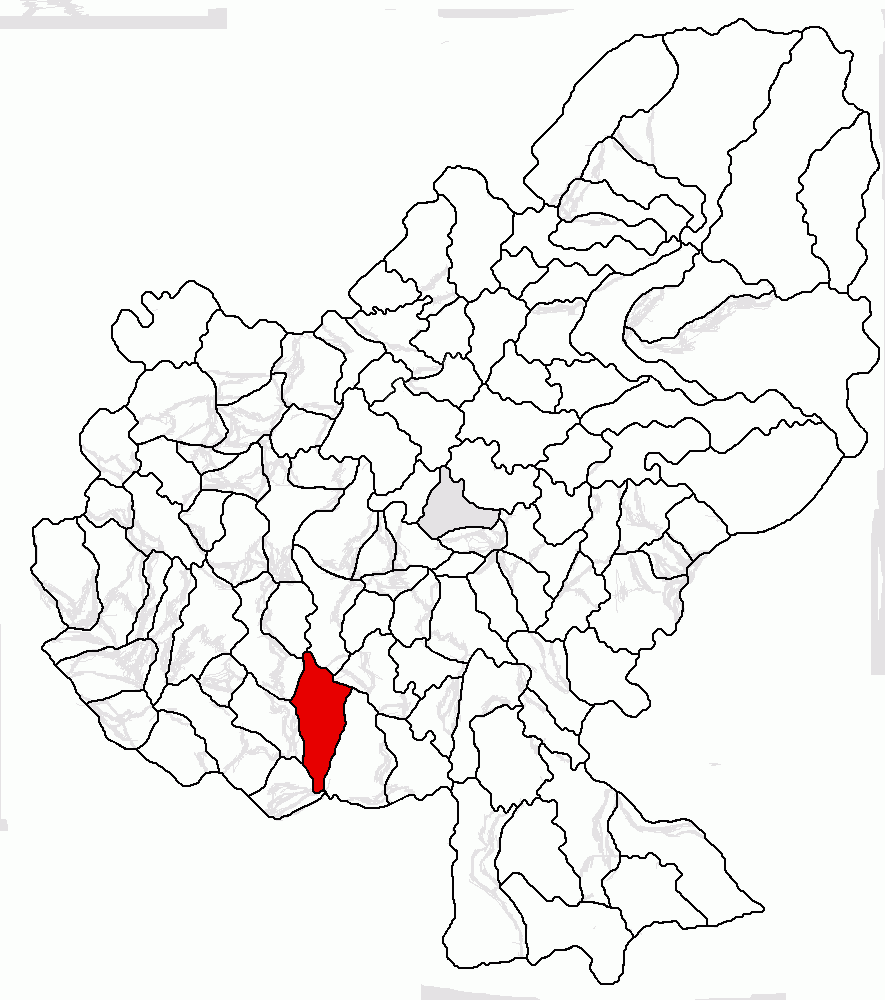
Lage der Gemeinde Mica im Kreis Mureș

Die Gemeinde Mica liegt im Kokeltal (Podișul Târnavelor) im Süden des Kreises Mureș. Am Fluss Târnava Mică (Kleine Kokel), der Kreisstraße (Drum județean) DJ 142 und der Bahnstrecke Blaj–Târnăveni–Praid befindet sich der Ort Mica zehn Kilometer östlich von der Stadt Târnăveni (Sankt Martin) und 26 Kilometer südwestlich von der Kreishauptstadt Târgu Mureș (Neumarkt am Mieresch) entfernt.
Die sechs eingemeindeten Dörfer befinden sich zwischen einem bis neun Kilometer vom Gemeindezentrum entfernt.

## Geschichte
Der Ort Mica wurde erstmals 1332 urkundlich erwähnt. Namenspatron des Ortes war der Weißenburger Graf Mika, der auf dem Gebiet des damaligen Ortes Căpâlna de Sus (Kappeln) ein neues Dorf gründete. Die eingemeindeten Dörfer wurden erstmals urkundlich wie folgt erwähnt: Abuș (Abuss) wurde 1357, Căpâlna de Sus wurde 1332, Ceuaș (Grubendorf) und Deaj (Desendorf ) 1301, Hărănglab (Glockendorf) wurde 1361 und Șomoștelnic (Futak) 1339.
Im Königreich Ungarn gehörte die heutige Gemeinde mehrheitlich dem Stuhlbezirk Dicsőszentmárton (Târnăveni) nur das eingemeindete Dorf Șomoștelnic dem Stuhlbezirk Radnót (Iernut) in der Gespanschaft Klein-Kokelburg, anschließend dem historischen Kreis Târnava-Mică und ab 1950 dem heutigen Kreis Mureș an.

## Bevölkerung
Die Bevölkerung der Gemeinde entwickelte sich wie folgt:
| 1850 | 3.972 | 1.616 | 2.070 | - | 286                |
| 1930 | 4.858 | 1.722 | 2.753 | 6 | 377                |
| 1966 | 5.200 | 1.598 | 3.141 | 3 | 458                |
| 2002 | 4.701 | 1.036 | 2.591 | 2 | 1.072              |
| 2011 | 4.539 | 787   | 2.378 | 2 | 1.372 (Roma 1.197) |
| 2021 | 4.821 | 824   | 2.129 | 2 | 1.866 (Roma 1.709) |

Seit 1850 wurde auf dem Gebiet der heutigen Gemeinde die höchste Einwohnerzahl und die der Magyaren 1966 registriert. Die höchste Einwohnerzahl der Rumänen (2.016) wurde 1941, die der Roma 2021 und die der Rumäniendeutschen (36) 1880 ermittelt.

## Sehenswürdigkeiten
- Im  Gemeindezentrum das Herrenhaus Keresztes-Eperjesi, im 18. Jahrhundert errichtet, das heutige Rathaus, steht unter Denkmalschutz.[10]
- Im eingemeindeten Dorf Abuș das Herrenhaus Apor, 1775 errichtet 1830 erneuert, und die Holzkirche Sfinții Arhangheli, im 18. Jahrhundert errichtet, stehen unter Denkmalschutz.[10] Des Weiteren befinden sich auf dem Areal des eingemeindeten Dorfes Reste einer Burg, von den Einheimischen genannt Cetatea lui Almoș oder Almás, die noch keinem Zeitalter zugeordnet wurde.[11]
- Im eingemeindeten Dorf Deaj (ungarisch Désfalva) eine Holzkirche, das Herrenhaus Pap, 1796 errichtet, die unitarische Kirche[12], 1834 errichtet, und das Herrenhaus Pataki 1910 errichtet, stehen unter Denkmalschutz.[10]

## Persönlichkeit
- Vasile Cristea (1906–2000), war ein rumänisch griechisch-katholischer Bischof, Apostolischer Visitator und Titularbischof von Lebedus.[13]